# Bussang
Bussang é uma comuna francesa na região administrativa do Grande Leste, no departamento de Vosges. Estende-se por uma área de 27.63 km². Em 2010 a comuna tinha 1 383 habitantes (densidade: 50,1 hab./km²).